# Особливий корпус ППО (Третій Рейх)
Особливий корпус ППО (нім. Flak-Korps z.b.V.) — корпус протиповітряної оборони Люфтваффе за часів Другої світової війни.

## Історія
Особливий корпус ППО був сформований 2 квітня 1945 року в Мюнстері з частин 6-го командування Люфтваффе (нім. Luftgaukommando VI).